# Taras Bulba (film 2009)
Taras Bulba (ros. i ukr. Тарас Бульба) – filmowy dramat historyczny na podstawie powieści Nikołaja Gogola pod tym samym tytułem. Akcja filmu rozgrywa się w wiekach XVI i XVII.
Film produkcji rosyjsko-ukraińskiej, światowa premiera 2 kwietnia 2009 roku (premierę przekładano kilkukrotnie, początkowo miała się odbyć wiosną 2008 roku). Kręcony był w wytwórni filmowej Lenfilm w Petersburgu (Rosja), na Ukrainie (Zaporoże, Kamieniec Podolski, Kijów, Chocim), a także w Polsce (w Bolesławcu, na zamku Grodziec).

## Obsada
- Bohdan Stupka – Taras Bulba
- Władimir Wdowiczenkow – syn Tarasa, Ostap Bulba
- Igor Pietrienko – syn Tarasa, Andriej Bulba
- Magdalena Mielcarz – polska księżniczka Elżbieta Mazowiecka
- Ada Rohowcewa – żona Tarasa Bulby
- Michaił Bojarski – Mosij Szyło
- Michał Żurawski – Wojciech
- Daniel Olbrychski – Kraśniewski

## Kontrowersje

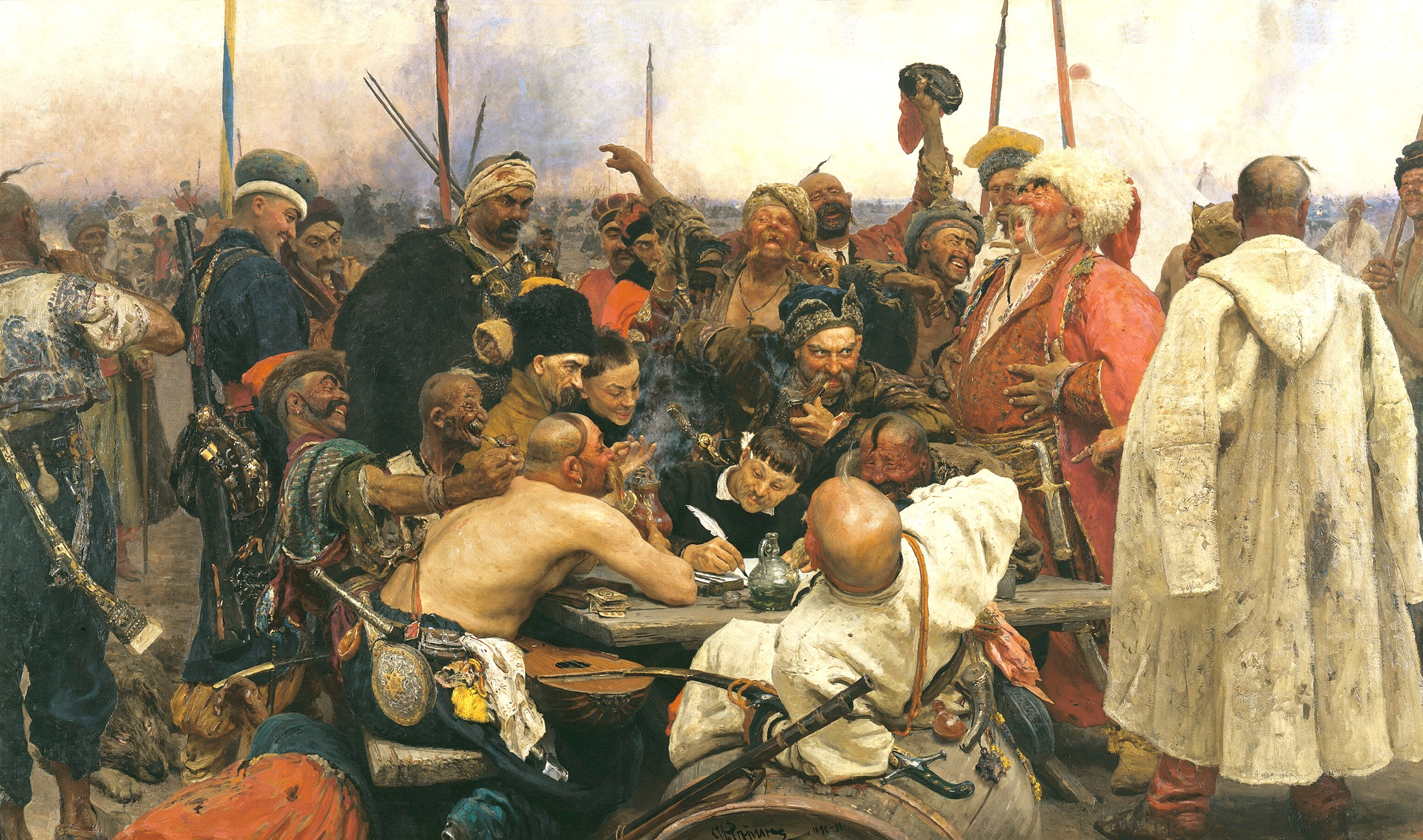
Kozacy piszą list do sułtana. Obraz pędzla Ilji Riepina namalowany w latach 1878–1891. Muzeum Rosyjskie w Sankt Petersburgu. Obraz zainspirował twórców Tarasa Bulby do nakręcenia kilku scen poświęconych powstaniu legendarnego listu, mimo że brak tej sceny w utworze oryginalnym Gogola; Riepin umieścił na swoim obrazie Tarasa Bulbę (gruby siwowąsy Kozak w czerwonym ubraniu) oraz jego synów Ostapa (z obandażowaną głową) i Andrieja (młody Kozak po lewej od Ostapa).

Film został sfinansowany między innymi przez rosyjskie Ministerstwo Kultury i jest krytykowany na Ukrainie, jak i w Polsce za rosyjską propagandowość.
Rosyjski reżyser filmu, Władimir Bortko, od marca 2008 jest członkiem Komunistycznej Partii Federacji Rosyjskiej, z kolei Komunistyczna Partia Ukrainy przyznała reżyserowi Nagrodę im. Lenina za 2008 rok „za wysoce artystyczne ucieleśnienie w sztuce filmowej ideałów przyjaźni narodów ukraińskiego i rosyjskiego, propagandę wspólnego dziedzictwa historycznego i kulturalnego”. Wyraża poglądy, że nie ma „osobnej Ukrainy”. Znany jest z wypowiedzi:

Rosjanie i Ukraińcy to ten sam naród, a Ukraina jest południową częścią Rusi. Nie mogą istnieć bez nas, my nie możemy istnieć bez nich. Obecnie mamy dwa państwa, w przeszłości też tak bywało. Ukraina należała kiedyś do Wielkiego Księstwa Litewskiego, później do Polski. Ale ludzie żyjący na obu ziemiach byli zawsze tacy sami. Gogol dobrze o tym wiedział i zawsze o tym mówił.

Taka postawa jest ostro krytykowana przez część społeczności ukraińskiej.
Reżyser oparł film na drugiej redakcji powieści z 1842 r., w której Gogol m.in. wprowadził sformułowania rosyjsko-nacjonalistyczne.
Jednak poza Rosją i Ukrainą wielkorosyjska postawa filmu jest odbierana nieco inaczej:

Wielkorosyjska pozycja którą zarzucają Bortce Ukraińcy należy wcale nie reżyserowi, ale samemu Gogolowi. Dla patriotów młodego państwa ukraińskiego, dążącego dziś do jak najszybszego kształtowania własnej kultury narodowej i pozbycia się wpływu rosyjskiego, to, jasne, jest bardzo przykre. Ale nic nie da się zrobić – co napisane, to napisane. I Bortkę, który dokładnie dotrzymuje się tekstu autorskiego oraz pozycji Gogola, nie ma w czym winić.

W Polsce z kolei zauważa się antypolskie elementy filmu. Przykładem może być dodanie przez reżysera scen ukazujących wyjątkową brutalność Polaków, których nie było w opowieści Gogola.
Kontrowersyjnie było odbierane w Polsce umieszczenie w filmie sceny zainspirowanej obrazem Ilji Riepina Kozacy piszą list do sułtana, która nie ma żadnego odzwierciedlenia w powieści Nikołaja Gogola, bo jest przekłamaniem historycznym. Akcja powieści Gogola toczy się wiek przed ocenianym czasem powstania domniemanego Listu (czas akcji powieści to XVI wiek, narodziny podpisanego pod Listem Iwana Sirki – początek wieku XVII). Obraz został wykorzystany w filmie ponieważ, wbrew prawdzie historycznej, autor obrazu Riepin umieścił na nim postacie Tarasa Bulby oraz jego synów Ostapa i Andrieja. Ponadto bitwa o Dubno została przedstawiona nierealistycznie (m.in. pocisk z kozackiego samopału penetruje husarski pancerz).